# Plazhi i Shëngjinit
Plazhi i Shëngjinit är en strand i Albanien.   Den ligger i prefekturen Qarku i Lezhës, i den norra delen av landet, 60 km norr om huvudstaden Tirana.
Trakten runt Plazhi i Shëngjinit består till största delen av jordbruksmark.  Runt Plazhi i Shëngjinit är det ganska tätbefolkat, med 144 invånare per kvadratkilometer.